# أنزار
أنزار هو  عنصر الماء في الثقافة الامازيغية.

## التسمية
أنزار أو اڨفور هي كلمة أمازيغية تعني المطر. اما أنزار بذاته فهو اڨليد اڨفور أي ملك المطر القادر على إنزال المطر ووقفه.
في الثقافة الامازغية لا توجد الهة بل ملوك العناصر اڨلدان في خدمة الإله الأكبر اڨليد امقران. ولايزال يستغاث به في أوقات الجفاف في بعض مناطق شمال أفريقيا.
كما تروي الميثولوجيا الأمازيغية فعندما ينقطع المطر وتشتد الحاجة إلى المطر فلا أحد يستطيع إغاثة الخلق من الهلاك إلا أنزار.

## الاستمطار
الاستمطار (الاستسقاء) عادة قديمة عند الأمازيغ، وقد استنكرها أوغسطينوس الأمازيغي في عصر نوميديا بعد أن اعتنق المسيحية. لا تزال حية في بعض مناطق الشمال اللإفريقي.
إختفت بانتشار الإسلام في الدول المغاربية ففي الإسلام يصلي المسلمون صلاة الاستسقاء.

## أنزار وتيسليت
تيسليت بونزار، هي أسطورة أمازيغية. إذ كانت تيسليت (تعني الخطيبة أو الموعودة) امرأة جميلة تسحر بجمالها الفتان وكانت تلبس من اللباس الفاخر فتتزين بالحرير والحلي.
تيسليت كانت فاتنة عاشقة للماء فكانت ترتاد النهر الفياض بالمياه ترتوي من مائه وترضي عشقها له، وهي لم تكن لتخفى عن أنزار ملك المياه الذي أصبح أحد محبيها الذي عاد يهيم عشقا لها.
أنزار حاول باستمرار أن يصارحها بحبه، لكن تيسليت، كانت عفيفة خجولة ولطالما عملت على تفادي مصارحة أنزار لها حتى لا يصيبها القوم بتهم ضنينة.
أمام تفادي تيسليت المستمر لأنزار، لم يجد هذا الأخير إلا أن يقدم عليها بجرأة حاسمة. إلا أنه بعد أن أفصح عما شغل قلبه وحجبه الانتظار، فوجئ باعتراض وتعفف تيسليت خشية من سوء ظن القوم.
بعد الرفض غضب أنزار وانطلق مزمجرا إلى السماء، وحبس الماء في السماء فحل الجفاف. فنصب النهر فغارت مياهه فجف النهر من الماء.
فبدأت هذه الأخيرة بالبكاء وتضرعت ولانت لأنزار وقبلت حبه، وبعد هذا أبشر أنزار فعاد من السماء كالبرق إلى الأرض[ ؟ ] فأخذ حبيبته بعيدا عن الأرض، فسقط المطر واخضرت المروج.